# Radio China International

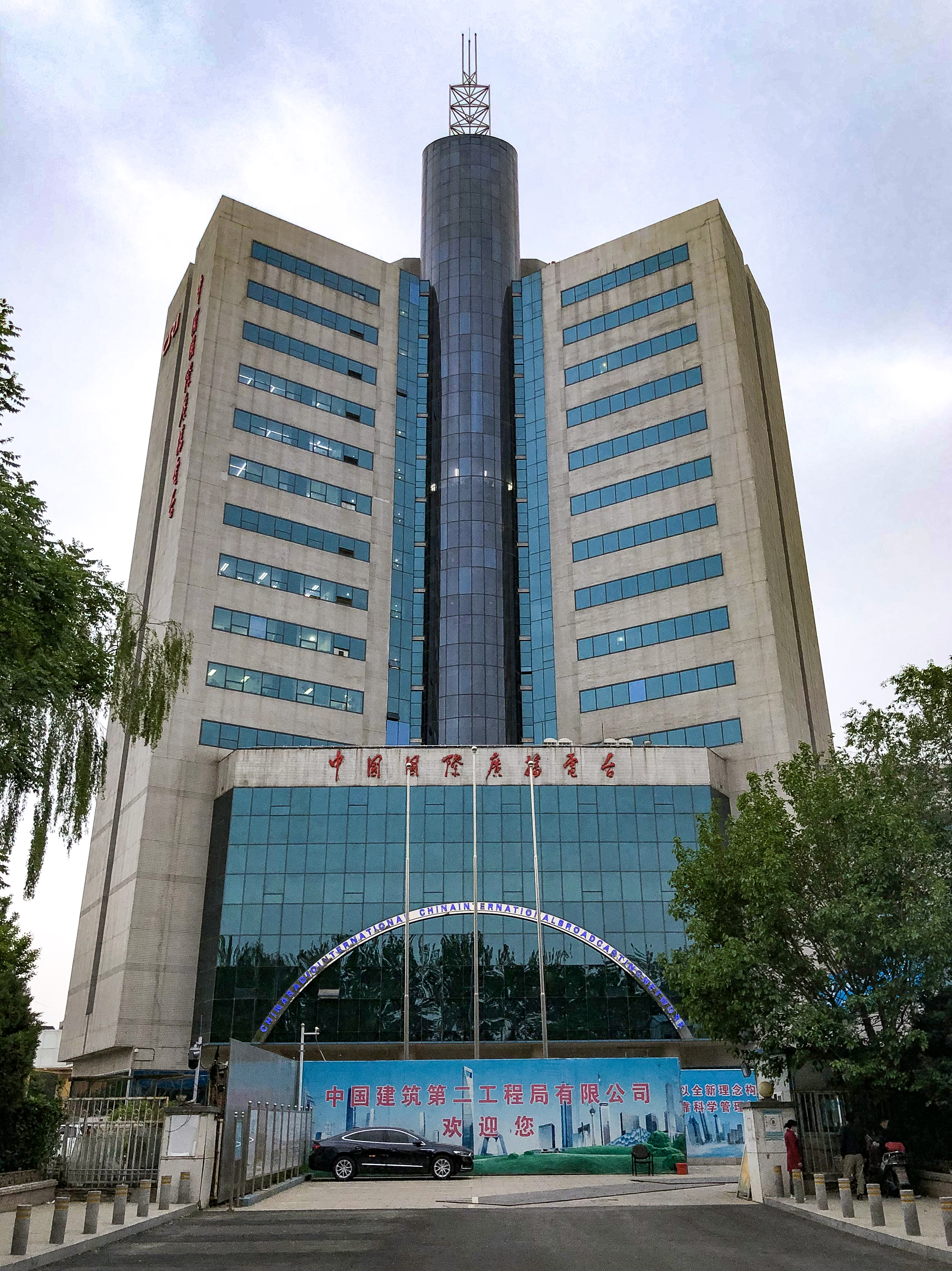
Hauptquartier im Pekinger Stadtteil Shijingshan (seit 1997)

Radio China International (chinesisch 中國國際廣播電台 / 中国国际广播电台, Pinyin Zhōngguó guójì guǎngbò diàntái, kurz 国际台,  Guójì tái; englisch China Radio International, kurz CRI; ehemals Radio Peking, dann von 1983 bis Ende 1992 Radio Beijing) ist der staatliche Auslandshörfunk der Volksrepublik China.

## Geschichte
Der Auslandshörfunk des kommunistischen China begann am 3. Dezember 1941 mit Sendungen der Hörfunkstation der Nachrichtenagentur Xinhua aus Yan’an auf Japanisch. Am 11. September 1947 gab es die erste englischsprachige Sendung unter dem Rufzeichen XNCR (Xinhua New Chinese Radio). Mit dem Umzug in die chinesische Hauptstadt im April 1950 wurde daraus Radio Peking, das nun bereits in sieben Sprachen sendete. Zehn Jahre später, am 15. April 1960 kam Deutsch hinzu. Insgesamt wurden mehr als 50 Sprachen abgedeckt.
Einige Monate nachdem der Sendebetrieb in deutscher Sprache aufgenommen worden war, erhielt der Sender Unterstützung durch ein Team mehrerer Experten aus der DDR. Schon nach wenigen Monaten jedoch kam es vor dem Hintergrund des chinesisch-sowjetischen Zerwürfnisses zu Problemen. Den Deutschen wurde bei der Überarbeitung des Artikels „Es lebe der Leninismus“ aus der Zeitschrift Hongqi (Die Rote Fahne) und zwei weiteren Artikeln (von Lu Dingyi bzw. von der Redaktion der Volkszeitung) vom April 1960 vorgeworfen, diese bewusst verfälscht zu haben. Kurz darauf zog die Sowjetunion, zu deren Verbündeten die DDR gehörte, sämtliche Berater aus China ab, und bis auf eine Person verließen auch die Deutschen China. Später wurde ein deutscher Arzt, der die chinesische Staatsbürgerschaft angenommen hatte, danach ein Österreicher und noch später ein Mitglied der westdeutschen KPD für die Arbeit im Sender eingesetzt.
Im Mai 1978 wurde die Internationale Rundfunkstation der Volksrepublik China (chinesisch 中华人民共和国国际广播电台, Pinyin Zhōnghuá rénmín gònghéguó guójì guǎngbò diàntái) als Träger von Radio Peking unabhängig vom nationalen Hörfunk CNR (Central People's Broadcasting Station, 中央人民广播电台). 1981 schloss Radio Peking mit der Deutschen Welle (DW) das erste Kooperationsabkommen mit einer westlichen Rundfunkanstalt. Im April 1983 wurde Radio Peking in Radio Beijing umbenannt, im Januar 1993 in Radio China International. 1997 bezog die Station ein neues Hauptquartier in Peking. Im September 2003 startete EZFM (sprich: Easy FM; chinesisch 轻松调频, Pinyin Qīngsōng tiáopín), ein zweisprachiges Programm auf Englisch und Chinesisch von CRI (Vorgänger gab es seit 1984). Von 2002 bis 2015 wurden die deutschen Programme auch über den Mittelwellen-Sender Marnach in Luxemburg ausgestrahlt. In Verbindung zu CRI stand das Unternehmen FutuVision (大众明天集团) mit Sitz in Tampere, Finnland, das ab 2003 unter dem Namen Radio 86 Audioprogramme in nordeuropäischen Sprachen produzierte und über verschiedene Kooperationspartner verbreitete. 2012 entstand daraus GBTimes (环球时代), wovon 2020 nurmehr der türkische Ableger CRI Türk verblieben ist.
Im März 2018 wurde CRI mit CNR und CCTV Teil der China Media Group (CMG, 中央广播电视总台). In den 2010er-Jahren hat sich CRI zunehmend aus dem linearen Hörfunk zurückgezogen. Seit November 2019 werden keine aktuellen Beiträge mehr auf Deutsch gesendet, seit September 2021 ist nur noch Musik zu hören; die Website bringt aber weiterhin Textbeiträge auf Deutsch. Das englische Programm heißt seit Dezember 2021 CGTN Radio und deutet somit eine Zusammenlegung mit dem Auslandsfernsehen CGTN an. Audiobeiträge gibt es außerdem auf Französisch und in einigen Sprachen Asiens und Afrikas, aber nicht mehr in weiteren Sprachen Europas.

## Sendetechnik
Die Station hatte zeitweise Zugriff auf über 50 Kurzwellensender in China. In den 1970er-Jahren gab es hinsichtlich der Sendeanlagen eine Kooperation von CRI mit Radio Tirana (Ende: 2019?); in den 1990er-Jahren mit Radio Canada International (RCI), Radio France Internationale (RFI), Radio Exterior de España (REE), Schweizer Radio International (SRI; Nov. 1987–Sept. 1998) und der Stimme Russlands (VOR); 2022 nurmehr mit Radio Habana Cuba (RHC) und Radio Mali. Eine Verbreitung über UKW gibt es u. a. im Senegal.

### Relaisstation Mali
Eine Relaisstation wird in Mali betrieben. Die Sendeanlage nahe Bamako ist mit zwei 100 kW Sendern der chinesischen Firma BBEF Electronics Group, Ltd. ausgestattet. Von dem Standort aus werden Programme in Englisch und mehreren Sprachen afrikanischer Länder von RCI gesendet. Auch Radio Mali sendet sein Englisches Programm über Anlagen in Bamako.
Die Anlage wurde in den 1970er Jahren als „Bamako 1“ errichtet. Radio Mali betreibt dort zwei Sender und RCI ebenfalls zwei. Mali und die VR China schlossen ein Kooperationsvereinbarung, die immer wieder erneuert wurde. die VR China unterstützt Mali mit Sendeeinrichtungen und Miete für die Ausstrahlungen.